# 大大公司
參數所指定的目標頁面不存在，建議更正成存在頁面或直接建立下列一個頁面（建立前請先搜尋是否有合適的存在頁面可以取代）：
- For Sale

大大公司（英語：Da Da Department Store）是香港已結業華資百貨公司集團。

## 歷史
東海大厦於1974年建成入伙，設於基座的大大公司於同年4月開業，由商人楊撫生創辦，當時註冊資本1,000萬港元。楊撫生兒子楊占美為著名演員陳寶珠前夫。其總店設於旺角彌敦道760號東海大廈基座，鄰近彌敦道與太子道交界，即今日聯合廣場所在地。當時在香港首創逢星期日全店所有貨品八折優惠，吸引不少顧客在星期日到大大公司購物；又曾推出信用卡購物八折優惠。

## 分店
大大公司在1980年代初期不斷擴充規模，除旺角彌敦道總店外，全盛時期在荃灣眾安街、香港仔華富邨及北角城市花園等地設有共7間分店。當時，集團旗下亦開設大元公司、大人公司及人人公司，同樣實施星期日八折政策。大元公司在旺角彌敦道，觀塘康寧道及北角英皇道設有分店。
大大公司在旺角彌敦道與太子道交界的東海大廈，1973年7月18日落成，總店於1974年6月9日開業，原址拆卸重建前為東樂戲院。總店內設兒童樂園，設有碰碰車等設施；頂層設有「特價部」，以特價銷售包裝損毀或缺件次貨；其玩具部則設有一個模型火車場景，在當時的香港十分罕有。總店地下設有一家香港上海匯豐銀行迷你分行，名為小小銀行。大大公司結業後，原址被改裝成商場，並易名為聯合廣場。
城市花園店於1983年12月開業，屬集團自置物業，共有3層，面積達25萬呎，是當時其中一家最大的百貨公司分店，當時總值達3億港元。店舖位於城市花園1, 2及3座基座商場的地庫、地下及1樓，其地庫亦設有兒童樂園，正門則設於電氣道；現址為城市中心商場。

## 結業
1982年香港前途問題令香港的地產及股票市場遭受衝擊，擴張過速的大大公司亦大受影響，由於其欠銀行的債務過多，於84年出現資不抵債情況。1985年7月22日，被主要債權人香港上海匯豐銀行接管20日，由當時的安達信會計師事務所（已於2002年并入羅兵咸永道會計師事務所）主理百貨公司的經營，並審查帳目及貨品，管理層則並無變動。匯豐曾希望把大大業務出售，但其後准許大大恢復營業。
因大大的財政狀況未有改善，1986年3月12日，匯豐再度委託安達信會計師事務所，再次接管大大公司，多家百貨集團曾有意收購大大的業務，但未能與債權人達成協議，最終匯豐申請將其清盤，並遣散共700名員工。此後大大公司把其餘下貨品在各分店以原價清貨，引來不少香港市民輪候購買，人潮擠擁令門外鐵閘亦被破壞。
2年後，聯合地產有限公司推出大大總店改建計劃之電視廣告，結果吸引不少商戶購入原址作營業用途。原址被改裝後易名為聯合廣場，其頂層曾開設由譚詠麟、曾志偉等藝人合資經營的酒樓天天漁港，後期亦結業。

## 流行文化
- 大大公司旺角彌敦道總店一帶，在1970至1980年代時十分興旺，現址至今仍是颱風吹襲香港時，電視新聞的其中一個外景採訪場地。
- 大大公司曾首創逢星期日全店所有貨品八折優惠，在1980年代，競爭對手永安百貨曾每逢星期五、六、日推出一系列特價貨品抗衡，並以電視廣告作宣傳。
- 1996年，香港電台劇集《香江歲月》第22集亦以大大總店結業為背景。
- 2001年，香港音樂組合Swing首次解散時，以大大公司為靈感，創作了告別作《大大公司》，並收錄於《For Sale》。

## 外部連結
- 旺角大大公司照片[永久]
- 大大公司討論[永久]